# Guanches alzados
Guanches alzados es el término con el que se conoce a los aborígenes de la isla de Tenerife, en el archipiélago de Canarias ―España―, que después de la conquista castellana en 1496 no reconocieron la nueva autoridad y se mantuvieron aislados en zonas montañosas, mostrándose distantes y hostiles a la acción de los nuevos colonizadores.
En la toponimia de la isla persisten lugares que hacen alusión a los alzados, como son el núcleo de Los Alzados en la zona alta del municipio de San Juan de la Rambla, La Cueva de los Alzados en Arico, o la Cueva los Alzados en el macizo de Teno.

## Orígenes del término
El término alzado con el que se denominó a estos grupos de guanches rebeldes proviene del apelativo que se daba en Castilla durante la Edad Media a aquellos individuos que se alzaban, es decir, que se fugaban de la justicia y se volvían montaraces. En Canarias se aplicó sobre todo a los esclavos, fueran aborígenes o de otra etnia, que huían de sus dueños y se refugiaban en las montañas insulares.

## Una conquista inconclusa
Por tradición se sabe que muchos guanches viejos se refugiaron en las cuevas de las montañas y vivían en régimen de libertad, valiéndose de su mayor agilidad y mejor conocimiento del terreno.  prefiriendo morir antes que entregarse. Así mismo, en la isla de Tenerife, vivía un gran número de naturales alzados, formado por gente de los bandos de guerra huidos y por los esclavos fugitivos.
Corría el año de 1496 y los castellanos daban por terminada la conquista de la isla de Tenerife con el tratado de Los Realejos. Pero la isla aún no estaba sometida. Los guanches alzados y los que fueron traicionados por los conquistadores mantuvieron una guerra de guerrillas sobre todo en la parte sur de la isla de Tenerife.
El historiador Elías Serra Ràfols escribe en Los últimos canarios que fue «una discriminación arbitraria, personal, sin duda llena de abusos y excesos de codicia, por lo que los guanches reaccionan de forma diversa: Unos como como libres, otros horros o recién liberados, otros cautivos, y todavía muchos otros alzados, esto es, refugiados en el monte, al amparo de sus hermanos, viven en su isla».

## Armas de fuego contra los insumisos
Una vez acabada la conquista llegó a Tenerife con armas de fuego Jorge Grimón con su hijo y otros borgoñeses, criados y compañeros de armas en la conquista de Granada, donde Grimón estuvo al servicio de los Reyes Católicos.
En 1496, mientras el conquistador de Tenerife Alonso Fernández de Lugo se hallaba en la corte presentando a los rendidos menceyes guanches a los Reyes Católicos, requirió a Grimón que volviera con él a la isla con sus espingardas y pólvora. Así, junto a su hijo Juan y su criado llamado Juan Alemán o Lemán, arribaron a la isla en ese verano.
Ya en Tenerife, acompañó a Lugo con armas de fuego, que se usan por primera vez en la conquista, sometiendo a los guanches de los reinos de Icod y Daute, aún en rebeldía.
Más tarde, el 29 de septiembre, Grimón y su grupo desembarcan por la playa de Los Cristianos en el menceyato de Abona, reduciendo con sus armas a los guanches alzados que se habían hecho fuertes en la zona conocida como Los Mogotes, considerándose por concluida definitivamente la conquista de la isla.
El mérito de Jorge Grimón no solo estuvo en vencer a los rebeldes de Abona, en el sur, y de Icod y Daute, en el norte de Tenerife, usando casi por primera vez la pólvora, sino en «borrar todos los vestigios del mundo guanche, en ese proceso de extinción cultural», que para Sergio Baucells «impide la conciencia de identidad étnica», sustituida por la nueva sociedad, en que los guanches supervivientes solo mantienen identidad de clase. Sin embargo, continúa la acción de los alzados en zonas marginales y en defensa de su identidad. 

## Tensión social con los alzados
Ya desde 1498, es decir, sólo dos años después de la conquista de la isla, se habla de los alzados y de los daños que hacen. Los participantes en la conquista, en un escrito de protesta del 1 de agosto de 1498, «se lamentan de que toda la isla estaba "alborotada con la liberación de los esclavos", siendo preciso volverla a conquistar».
Así, los regidores reunidos en cabildo ordenaron «medidas severas contra los propios dueños de esclavos alzados, si se probase que tuviese un esclavo alzado en el manejo de su ganado y le diese de comer y no lo apresase».
A pesar de estas medidas, la solidaridad entre los guanches perdura. De hecho, el problema de los alzados era crítico, porque al primer asomo de peligro se acogían a la protección de los indígenas de «los reinos de paces» (Anaga, Adeje, Güímar y Abona), que les ofrecían apoyo y cobijo.
Para tratar de frenar la solidaridad de los guanches libres y de los esclavos con los guanches alzados, se ordenó por el cabildo castigo a «cualquier esclavo que tuviese a otro escondido y se le probase que le daba de comer, se le diesen 100 azotes y lo echasen fuera de la isla».
En 1500 las medidas son más duras, requiriendo darle muerte al esclavo que huyese y que «el Consejo le pagase a su dueño por la pérdida y que si fuese mujer en lugar de hombre que le diesen 100 azotes y la echasen de la isla».
Todavía en el año 1526 se dictó una provisión sobre los guanches que andan alzados en los montes y robando y otra del año 1527 sobre este mismo asunto. Se llegó hasta prohibir que los alcaldes fueran naturales de la isla, año de 1556. Otra del año 1547, para los tenientes alcaldes y para los alguaciles.
Estas medidas del Cabildo de Tenerife se justificaban «por cuanto la isla ha estado revuelta con el tema de los guanches alzados que hacen mucho daño a todos los vecinos». Por otra parte, son medidas que revelan el temor a una deserción en masa. Los castigos son sumamente graves: pena de muerte para el esclavo guanche fugitivo, y expulsión con azotes para las mujeres.

## Ichasagua, mencey en la resistencia
En 1502, proclaman mencey al noble Ichasagua, uno de los que no se acogió a la rendición del tratado de paz de Los Realejos entre mayo y julio de 1496. Montó su corte entre Adeje y Arona, en el roque del Conde.
El nombre de Ichasagua se ha popularizado como el último mencey de Tenerife. No obstante, la primera referencia de la existencia de este personaje proviene de la obra Historia del Pueblo Guanche de Juan Bethencourt Alfonso.
El conquistador y gobernador de Tenerife, Alonso Fernández de Lugo decreta la prisión de algunos nobles de la zona sur y ordena la invasión del sitio por dos lugares distintos, por Los Cristianos en las costas de Chasna, Jorge Grimón con 50 armados de ballestas y armas de fuego; por la cumbre,  tropas castellanas, apoyadas por guerreros isleños y guanches del bando de paz.
Posteriormente, Alonso Fernández de Lugo envía a un grupo de guanches cristianos al frente de los cuales iban Pedro de Adeje, hermano de Pelinor, mencey de Adeje durante la conquista de Tenerife, y algunos guanches libertos apellidados Tacoronte para negociar con los alzados.
Así, junto con el príncipe Izora, mantuvieron contactos secretos con determinados capitanes guanches de Ichasagua, convenciendo a algunos guanches de que lo mejor era la paz y de los beneficios que obtendrían.
Aceptado el principio de acuerdo, los embajadores llegan al Llano del Rey, donde se encontraba Ichasagua que, sin corresponder al saludo de Izora y sin pronunciar palabra, recorrió con la mirada los rostros de todos, sacó de pronto un puñal que llevaba al cinto y se lo hundió en el pecho.

## Testimonio arqueológico
Se confirma, por un yacimiento en El Portillo de las Cañadas de El Teide, la postura de los alzados, como los últimos guanches al margen del nuevo sistema impuesto tras la conquista y entre sus comportamientos está el desarrollar todavía sepulturas. Sobrepasa, en más de cien años, las fechas de finalización de la conquista de Tenerife y la disolución de la cultura guanche, lo que nos indica que hubo pervivencia o incluso resistencia, lo que encaja en el papel histórico de los llamados «alzados». Incluso, el estudio de la dieta demuestra que existen diferencias alimenticias entre la población nativa de antes (dieta equilibrada) y después de la conquista (dieta pobre).

## Los alzados de Gran Canaria
Cuando se habla de alzados casi siempre se piensa en los alzados de Tenerife. Pero en la Palma y en Gran Canaria también hubo alzados. El último refugio de los antiguos canarios fue el Macizo de Ansite (en el municipio de Santa Lucía de Tirajana). Por el año 1483, el jefe canario Bentejuí se arrojó al vacío con el grito de Atis Tirma, evitando así caer prisionero, por lo que se toma esa fecha como el fin de la Conquista de Gran Canaria.
Sin embargo, hubo noticias de alzados, pues canarios que no aceptaron la rendición «se mantuvieron en las asperezas y altas sierras de la isla, bajando algunas veces al llano para atacar los caseríos, saquear los sembrados, y asesinar a los castellanos que lejos de las poblaciones podían sorprender», según Agustín Millares Torres.
Los alzados en Gran Canaria se asientan un poco más arriba de donde está hoy el campus universitario de Tafira, concretamente cerca de la Angostura en Sataute (Santa Brígida), a unos siete u ocho kilómetros de la ciudad de Las Palmas y en el propio barranco del Guiniguada en cuya desembocadura los conquistadores Pedro de Vera y Alonso Jáimez de Sotomayor habían establecido sus ingenios azucareros.
Agustín Millares Torres señala que los que fueron «voluntariamente al campamento, lo hablan hecho bajo el seguro de la palabra del General, que solemnemente les habla prometido instruirles en la religión cristiana y señalarles una porción de territorio donde pudieran vivir con comodidad e independencia».
Pero, en realidad, la mayor parte de la población nativa fue puesta bajo la tutela de los conquistadores, comenta Agustín Millares, casi en condición de esclavos, que genera actitudes irritantes y rebeldes, por esta razón los canarios fueron considerados como personas con «un carácter inquieto y bullicioso, independiente y altivo, enemigo de toda sujeción legal, y celoso de los derechos y privilegios que aun creían conservar sobre las tierras conquistadas».
Además, «el penoso trabajo que se les imponía, talando montes y matorrales, cegando pantanos y roturando predios que no les habían de pertenecer, dio lugar a que en el año de 1484 algunas partidas de isleños, saliendo de lo más áspero de la sierra, recorrieran la parte ya colonizada, incendiasen bosques y sembrados, dando muerte a los que intentaban oponerse a sus rapiñas».  Ante esta sublevación, Pedro de Vera, gobernador de la isla, reúne a parte de sus tropas y manda a Fernando Guanarteme (anterior jefe de los nativos) y a otros nobles que convenzan a los alzados a que depongan las armas a cambio de buenas promesas, cosa que consiguen, acabando con la rebelión de forma pacífica.
Pero las palabras y promesas de los nuevos dueños no valen ni el papel donde están escritas. En febrero de 1485, varios centenares de aquellos alzados, hombres y mujeres, son embarcados y deportados a Sevilla, al barrio de Mijohar (hoy Puerta de las carnicerías), por orden de los Reyes Católicos tal y como se acredita en las cuentas de la conquista, se unen a los deportados de la conquista, sufriendo todo tipo de vejaciones y maltratos, a pesar de que Fernando Guanarteme (su antiguo guanarteme)  viaja a la corte ese mismo año para interceder por ellos.

## Reconocimientos
El Gobierno de Canarias en 2012 concedió el Premio Canarias en Cultura Popular al grupo folclórico Los Alzados, de casi un centenar de participantes, coordinado por Carmen Nieves Luis García, de medianía alta, en Icod de los Trigos, que en la actualidad corresponde a Icod el Alto, en el municipio de Los Realejos, a los altos de San Juan de la Rambla y La Guancha.
Igualmente, el plenario del ayuntamiento de San Juan de la Rambla decidió «por razones históricas y teniendo en cuenta que el grueso de este ilustre núcleo familiar se concentra en el barrio de La Vera, que la calle La Fuentita sea denominada como Los Alzados». Por otra parte, «La Familia Los Alzados ha conservado un importante legado de música tradicional heredado de sus antepasados, en el que se muestra unas aptitudes realmente excepcionales tanto para el canto y el toque de los instrumentos tradicionales, como para el baile».